# Догмаровка (Нижнесерогозская поселковая община)
Догмаровка (укр. Догмарівка) — село в Нижнесерогозской поселковой общине Генического района Херсонской области Украины.
Население по переписи 2001 года составляло 120 человек. Почтовый индекс — 74710. Телефонный код — 5540. Код КОАТУУ — 6523880202.

## Местный совет
74710, Херсонская обл., Нижнесерогозский р-н, с. Анатольевка, ул. Молодёжная